# Териологическое общество
Териологическое общество России при РАН — добровольная общественная организация, которая объединяет учёных, работающих над изучением млекопитающих, способствует распространению знаний о млекопитающих и развитию териологических исследований, имеющих важное научное и народнохозяйственное значение (из Устава Териологического общества).

## История
Всесоюзное Териологическое общество при АН СССР было создано на учредительном съезде в январе 1973 года в Москве на Биологическом факультете МГУ им. М. В. Ломоносова по инициативе московских териологов, возглавляемых академиком В. Е. Соколовым. Среди его учредителей были выдающиеся учёные-териологи: академик С. С. Шварц, академик АН УССР И. Г. Пидопличко, член-корр, АН КазССР А. А. Слудский, доктора биологических наук Н. Н. Воронцов, В. Г. Гептнер, А. Г. Банников, Н. И. Калабухов, А. Н. Корнеев, Б. А. Кузнецов, А. П. Кузякин, Х. И. Линг, Б. С. Матвеев, А. А. Насимович, Н. В. Некипелов, Г. А. Новиков, О. Н. Нургельдыев, Т. Б. Саблина, К. К. Флёров, А. Н. Формозов, И. Я. Поляков, Н. П. Наумов, В. В. Кучерук, И. А. Шилов. Президентом общества был избран академик В. Е. Соколов. Учёным секретарем — д.б.н. В. Н. Орлов. С 1999 года президентом общества был академик В. Н. Большаков. В 2016 году ему присвоено звание Почетного Президента общества, а новым президентом Териологического общества утвержден академик РАН В. В. Рожнов.

## Секции общества
В обществе существует девять секций по основным направлениям териологических исследований, комиссии по специальным вопросам, по отдельным таксонам, по группам видов, по отдельным видам способствовали организации тематических совещаний, съездов, изданию териологических сборников.

## Издания общества
С 1976 года общество ежегодно осуществляло выпуск серии «Вопросы териологии» в издательстве «Наука». Всего было издано 14 томов серии (на 2008).

## Съезды общества

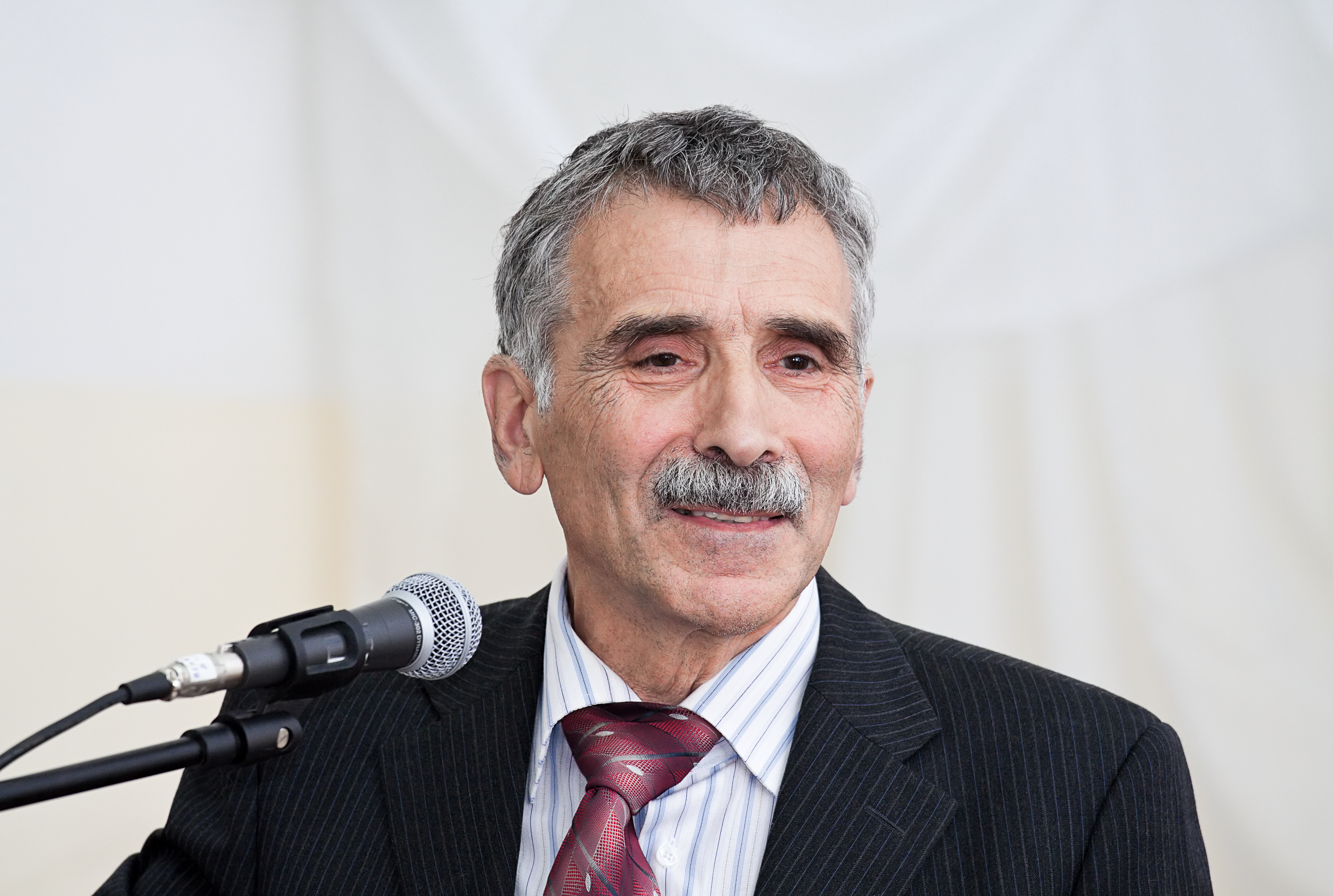
Александр Карэнович Агаджанян — вице-президент Всероссийского териологического общества

Съезды Териологического общества проводились с периодичностью раз в четыре года в г. Москве:
- I съезд ВТО — январь 1973 г.
- II съезд ВТО — январь 1978 г., 600 участников, изданы сборники тезисов и пленарных докладов.
- III съезд ВТО — январь 1982 г., 800 участников, изданы два тома тезисов. К этому времени общество насчитывало более 2000 членов, 12 Республиканских и 8 региональных отделений.
- IV съезд — январь 1986 г., 800 участников, изданы три тома тезисов. В рамках съезда было проведено четыре Всесоюзных совещания: по хищным млекопитающим, суркам, сайгаку и серой крысе. В соответствии с Резолюцией III Всесоюзного совещания по суркам, проходившего в рамках IV съезда Всесоюзного териологического общества, была создана Комиссия по изучению сурков.
- V съезд — февраль 1990 г. (последний в рамках Устава ВТО), 700 участников, издано три тома тезисов.
- В феврале 1992 г. на внеочередном съезде Всесоюзное териологическое общество было реорганизовано в Териологическое общество при Российской Академии Наук. В состав общества вошли десять региональных отделений со своими филиалами.
- VI съезд Териологического общества состоялся в 1999 г. в Москве в Институте проблем экологии и эволюции им. А. Н. Северцова РАН. В нём приняли участие 250 человек. Съезд избрал Президентом Общества академика Владимира Николаевича Большакова. На основе решения VI съезда Териологического общества была создана Рабочая группа по рукокрылым.
- VII съезд Териологического общества состоялся 6—7 февраля 2003 г. в Москве.
- VIII съезд Териологического общества состоялся 31 января — 2 февраля 2007 г. в Москве.
- IX съезд Териологического общества состоялся 1—4 февраля 2011 г. в Москве (на биологическом факультете МГУ им. М. В. Ломоносова).
- X съезд Териологического общества состоялся 1—5 февраля 2016 г. в Москве (на биологическом факультете МГУ им. М. В. Ломоносова). На сайте конференции зарегистрировались 522 участника, лично присутствовало 393 териолога из России и ещё 13 стран. К началу работы совещания и Съезда были опубликованы материалы, включающие 446 тезисов.

## Почётные члены Общества
- Банников, Андрей Григорьевич
- Бибиков, Дмитрий Иванович
- Второв, Петр Петрович
- Громов, Игорь Михайлович
- Дунаева, Татьяна Николаевна
- Карасева, Евгения Васильевна
- Крушинский, Леонид Викторович
- Кузякин, Александр Петрович
- Кучерук, Валент Викторинович
- Насимович, Андрей Александрович
- Некипелов, Николай Викторович
- Верещагин, Николай Кузьмич
- Саблина, Татьяна Борисовна
- Шилов, Игорь Александрович
- Роберт Маттей (Швейцария)
- Ганс Фридрих Кальке (Германия)
- Иштван Пракаш (Индия)